# Fernando Salinas (Teksas)
Fernando Salinas je naseljeno mjesto za statističke potrebe u američkoj saveznoj državi Teksas. Prema popisu stanovništva iz 2010. u njemu je živjelo 15 stanovnika.